# マルシャ・MR01
マルシャ・MR01 (Marussia MR01) は、マルシャF1チームが2012年のF1世界選手権参戦用に開発したフォーミュラ1カー。

## 概要
チーム名をマルシャ・ヴァージン・レーシングからマルシャF1チームに変更したのに伴い、シャシー名はヴァージンからマルシャ、型式名はMVRからMRに改められた。
技術部門はニック・ワースとの提携を打ち切り、パット・シモンズを技術顧問とする集団体制に移行した。CFD計算のみで設計する手法を修正し、マクラーレンの研究施設を借りる契約を結んでいる。
MR01は国際自動車連盟 (FIA) が義務化しているクラッシュテストを何回か受けたが、全項目をクリアすることができず、開幕前の合同テストで走行することができなかった（チームは前年モデルのMVR-02でテストを行った）。3月5日にシルバーストン・サーキットでフィルム撮影枠を利用してMR01のシェイクダウンを行い、翌3月6日にようやくクラッシュテストに合格したことが発表された。
チームは対費用効果の判断から、KERSを搭載しないことを決めた。ケータハムは2012年よりKERSを搭載、HRTもKERSを搭載することが可能となっており、KERSを搭載する予定がないのはマルシャだけになった。
また、2012年用のマシンの中で段差付きのノーズを採用していないのは、MR01とマクラーレン・MP4-27のみである。

## 記録
| 年   | No. | ドライバー | 1   | 2   | 3   | 4   | 5   | 6   | 7   | 8   | 9   | 10  | 11  | 12  | 13  | 14  | 15  | 16  | 17  | 18  | 19  | 20  | ポイント | ランキング |
| 年   | No. | ドライバー | AUS | MAL | CHN | BHR | ESP | MON | CAN | EUR | GBR | GER | HUN | BEL | ITA | SIN | JPN | KOR | IND | ABU | USA | BRA | ポイント | ランキング |
| ---- | --- | ---------- | --- | --- | --- | --- | --- | --- | --- | --- | --- | --- | --- | --- | --- | --- | --- | --- | --- | --- | --- | --- | -------- | ---------- |
| 2012 | 24  | グロック   | 14  | 17  | 19  | 19  | 18  | 14  | Ret | DNS | 18  | 22  | 21  | 15  | 17  | 12  | 16  | 18  | 20  | 14  | 19  | 16  | 0        | 11位       |
| 2012 | 25  | ピック     | 15  | 20  | 20  | Ret | Ret | Ret | 20  | 15  | 19  | 20  | 20  | 16  | 16  | 16  | Ret | 19  | 19  | Ret | 20  | 12  | 0        | 11位       |

- 太字はポールポジション、斜字はファステストラップ。(key)